# WKKB
Koordinaten: 41° 35′ 48″ N, 71° 11′ 24″ W

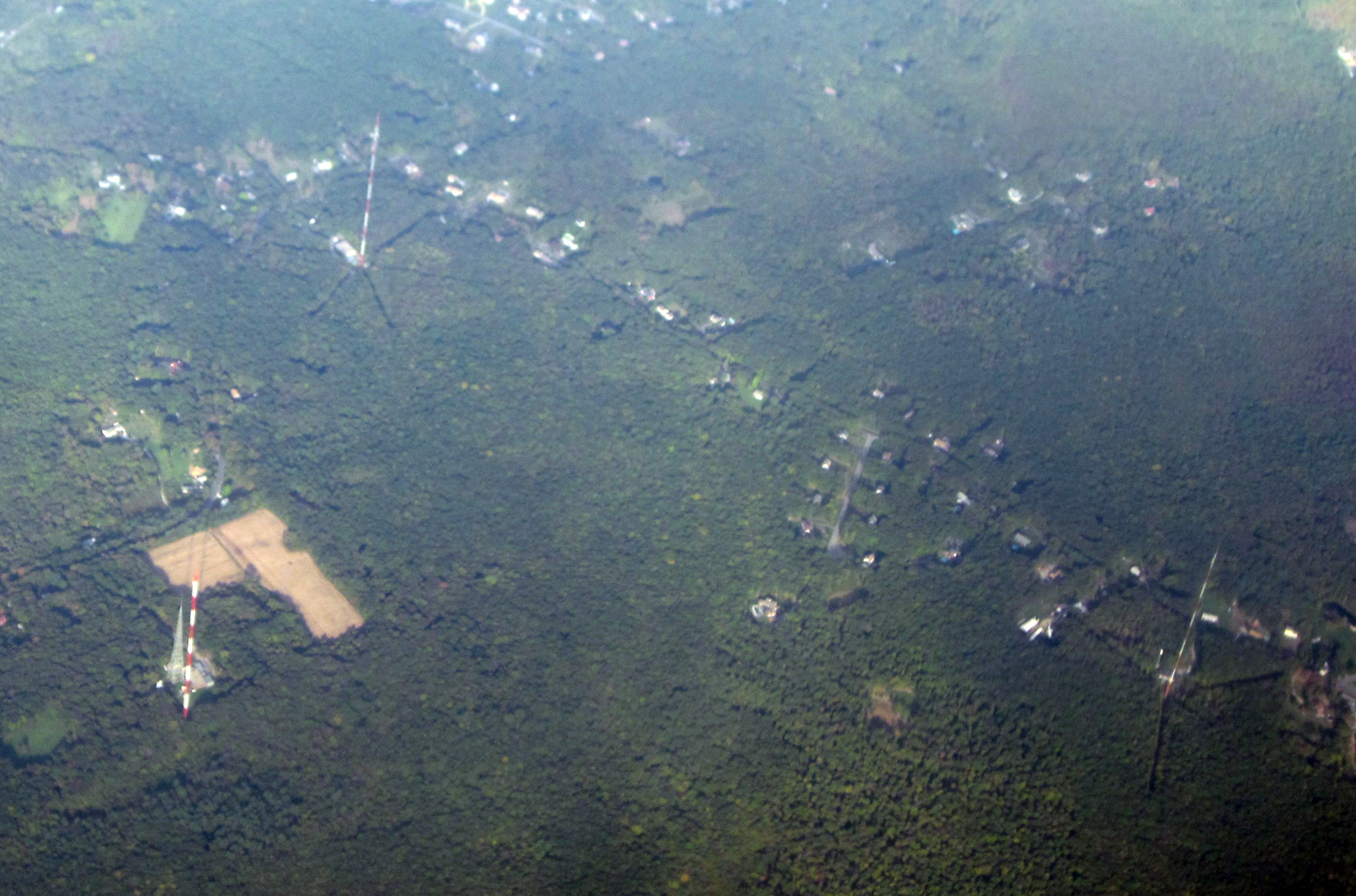
Der Sendemast (oben links) von WKKB aus der Vogelperspektive

WKKB (Branding: „Latina 100,3“; Slogan: „Tan Latina Como Tu!“) ist ein US-amerikanischer Hörfunksender aus Middletown im US-Bundesstaat Rhode Island. WKKB sendet in spanischer Sprache und spielt hauptsächlich karibische Musik für hispanische Zuhörer. Der Radiosender ist auf der UKW-Frequenz 100,3 MHz empfangbar. Eigentümer und Betreiber ist die Davidson Media Carolinas Stations, LLC.